# Pfleggericht St. Johann im Pongau

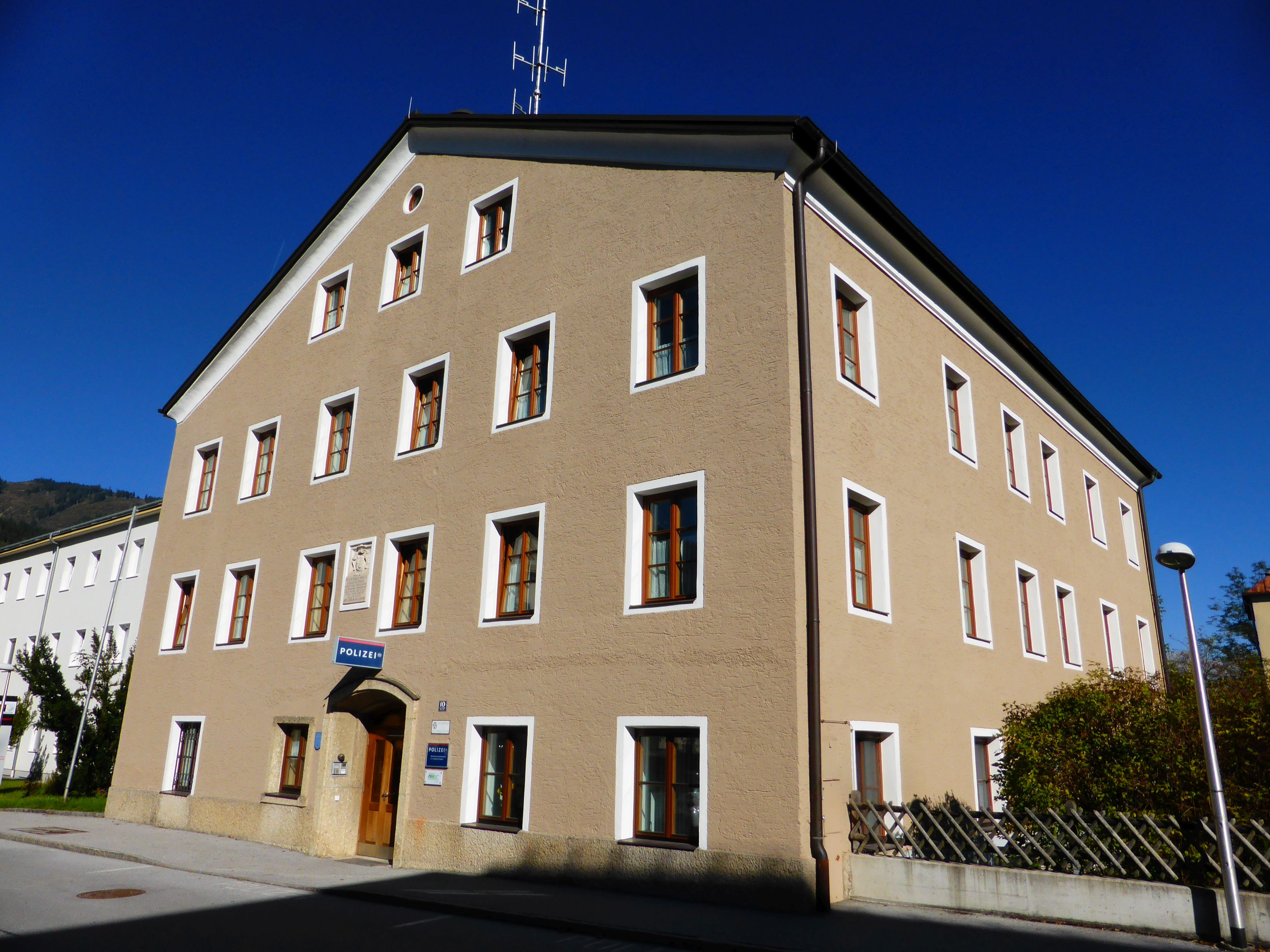
Pfleggerichtsgebäude von St. Johann im Pongau

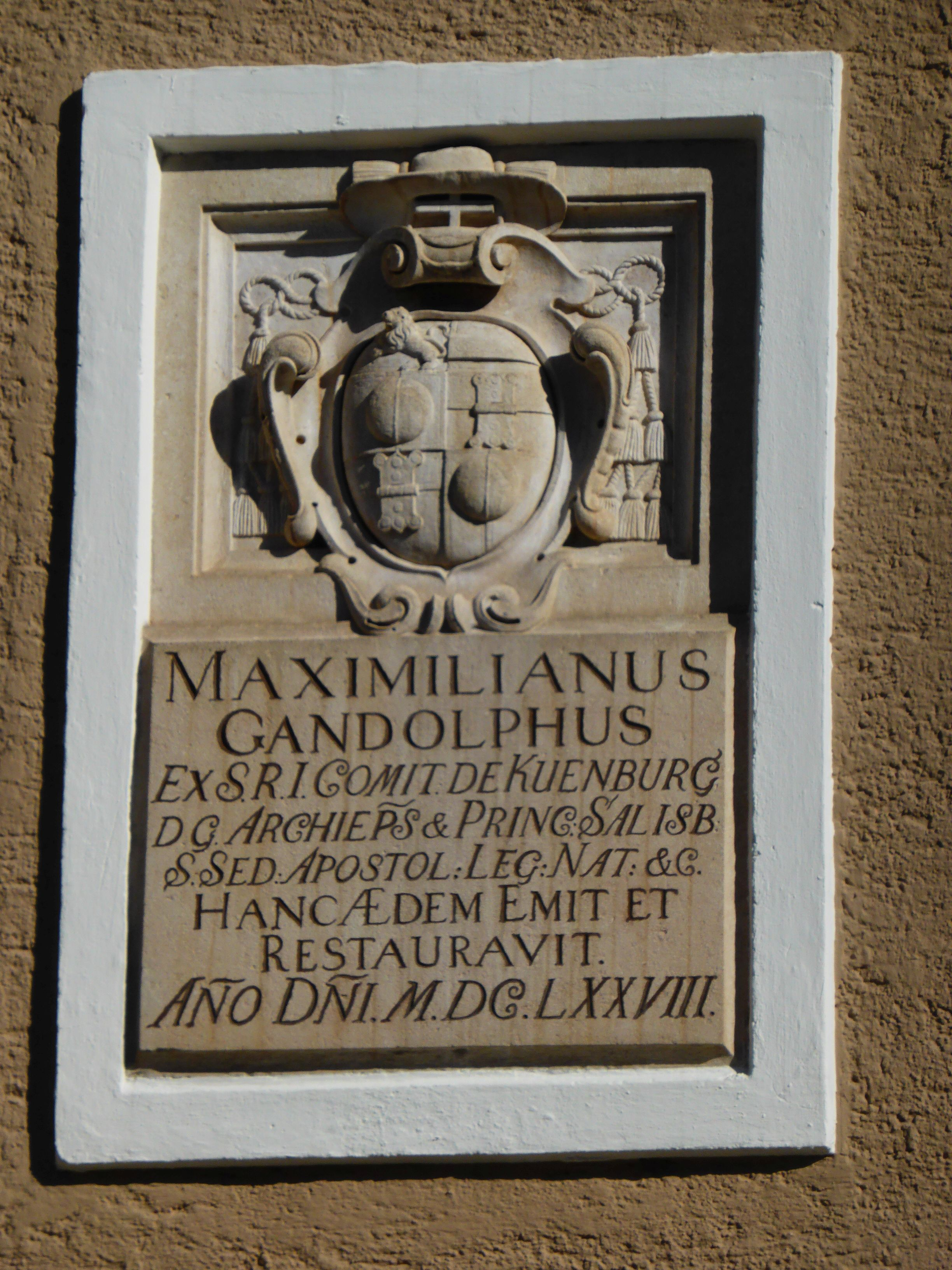
Wappen von Erzbischof Max Gandolf von Kuenburg

Das Pfleggericht St. Johann im Pongau war ein von 1762 bis 1850 existierender Gerichtssitz in der Salzburger Bezirkshauptstadt St. Johann im Pongau (Bezirk St. Johann im Pongau). Das ehemalige Gerichtsgebäude befindet sich noch heute im Ortszentrum.

## Geschichte
St. Johann bildete ursprünglich eine Untereinheit (einen sog. Gerichtsstab) des Pfleggerichtes Werfen, das auch noch die Gerichtsstäbe Bischofshofen, Sankt Veit im Pongau und Großarl umfasste. Der jährlich abgehaltene Gerichtstag (Taiding), zu dem alle Hausbesitzer erscheinen mussten, fand in Bischofshofen statt. 1672 wurden die früheren Gerichtsstäbe zu eigenständigen Landgerichten erhoben, und so übernahm auch das Pfleggericht St. Johann die anfallenden Verwaltungs- und Gerichtsaufgaben für seine Untertanen (Einhebung von Abgaben, Behandlung von Gerichtsfällen, Militärische Rekrutierung, Bekanntgabe von Verordnungen des Erzbischofs, Polizeiwesen). 
Als Sitz des Pfleggerichts wurde das Bürgerhaus des Krämers und Zuckerbäckers Peter Puel erworben und für das Gerichtshaus adaptiert. Die Marmortafel des Erzbischofs Max Gandolf von Kuenburg erinnert an die Fertigstellung im Jahre 1678. Die Inschrift lautet übersetzt:

„Maximilian Gandolph aus des Hl. Römischen Reiches Grafengeschlecht zu Kuenburg, von Gottes Gnaden Erzbischof und Fürst von Salzburg, Legat des Hl. Apostolischen Stuhles usw., hat dieses Gebäude gekauft und renovieren lassen im Jahre des Herrn 1678“

Der jeweilige Pfleger war auch für den Bereich der heutigen Katastralgemeinden Einöden, Reinbach, Urreiting, Maschl, Rettenstein, Ginau, Floitensberg und Hallmoos zuständig. Das Pfleggericht blieb bis zum Ende des Erzstifts Salzburg 1803 bestehen. Aber auch danach übte es seine Funktionen (mit gewissen Veränderungen) bis 1850 aus. In der Bayerischen Besatzungszeit wurde hier ein Landgericht II. Klasse eingerichtet. 1850 wurde das Pfleggericht St. Johann aufgehoben und die Kompetenzbereiche Verwaltung und Rechtsprechung voneinander getrennt. 

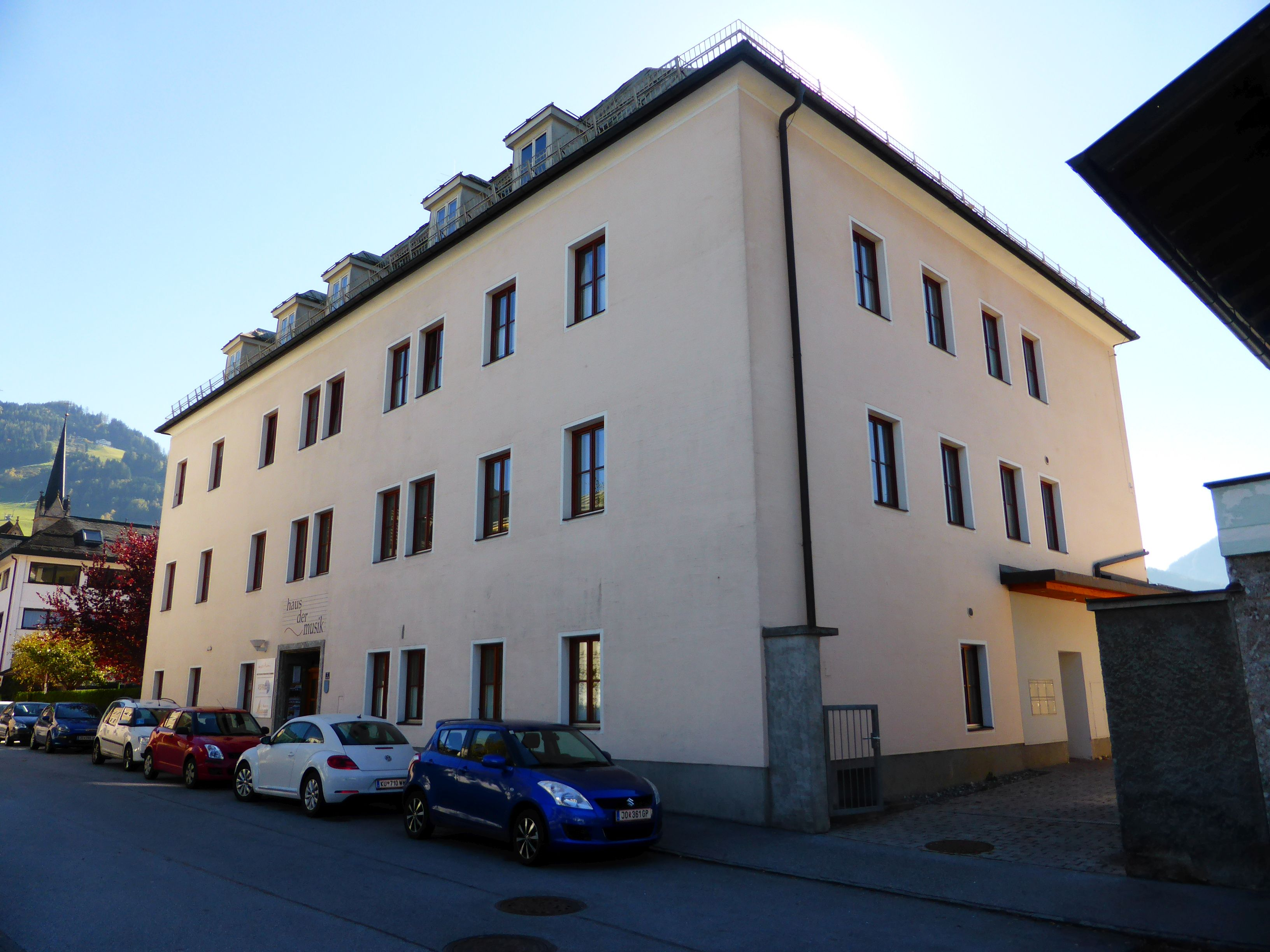
Ehemalige Fronfeste von St. Johann im Pongau

Nach verschiedenen Zwischenstationen wurde in St. Johann 1868 eine Bezirkshauptmannschaft eingerichtet, die für den Bezirk Pongau zuständig ist. Auf juridischer Ebene wurde das Bezirksgericht St. Johann eingerichtet. 1879 übersiedelte das Bezirksgericht in die alte Fronfeste, wo es bis 2003 blieb. In der Fronfeste wurde danach ein Musik- und Kulturzentrum eingerichtet. Die Bezirkshauptmannschaft blieb bis 1929 in dem Pfleggerichtsgebäude; ab 1932 war die Gendarmerie dort untergebracht. Heute befindet sich darin das Bezirkspolizeikommando von St. Johann sowie die Polizeiinspektion des Ortes.

## Markt-, Land- und Pflegrichter in St. Johann
- Christian der Sauer (1393), Richter zu St. Johann
- Hans Schwaiger (1410, 1415, 1422), Urbar- und Marktrichter
- Hans Plähuber (1410–1425), Landrichter im Pongow und Urbarrichter von St. Veit
- Georg Gschürr (1439), Landrichter im Pongau
- Lienhart Mausriemel (1443, 1447), Unterrichter im Pongau
- Niklas Toferer (1476), Richter zu St. Johann
- Vital Prunnmeister (1527–1551), Richter in St. Veit, Landrichter zu St. Johann, Domkapitlischer Amtmann im Pongau
- Wolfgang Inntzinger (1544–1557), Markt- und Landrichter zu St. Johann, auch von St. Veit, Landgericht Gastein, Bergrichter und Mautner in Lend
- Andrä Lamparter (1556–1574), Landrichter zu St. Johann, auch von St. Veit, Domkapitlisches Urbaramt im Pongau, Schulhalter in St. Johann
- Hans Prunnmeister (1556–1558), Landrichter in St. Veit, in Werfen, Richter im Pongau, Gerichtsverwalter in St. Johann
- Thomas Mittersteiner (1570–1606), Gerichtsschreiber, Land- und Marktrichter in St. Johann, auch zu St. Veit, Urbarprobst zu Weng, 1601 Verlust der Ämter wegen ungebührlichen Verhaltens, 1601 Pfleger von Hüttenstein, 1606 wegen verschiedener Betrügereien entlassen
- Mathias Leberer (1591–1596), Markt- und Landrichter zu St. Johann, 1596 Totschlag an dem Weinmesser Hans Ramsauer, danach Flucht aber Begnadigung durch den Erzbischof, da kein vorsätzlicher Totschlag vorlag
- Sigmund Aman (1597–1608), Landrichter zu St. Johann und Abtenau, Hofmeister zu Arnsdorf
- Degenhardt Prinnmeister (1590–1605), Landrichter zu Rauris, Hofkammer Kanzleiverwalter, Land- und Marktrichter zu St. Johann, 1603 verhaftet, 1605 erfüllt Landeshuld
- Ruepprecht Seybaldt (Seiwald) (1600–1613), Gerichtsschreiber zu Golling, Landrichter zu St. Johann, Umgelter im Pongau, Landrichter zu Großarl
- Jakob Khumberger (Khuenperger) (1598–1637), Gerichtsschreiber in Werfen, Landrichter zu St. Johann, 1623 wegen Ehebruchs seines Amtes enthoben, Landrichter zu Moosham
- Michael Niedermayr (1623–1625), Landrichter zu St. Johann, 1625 Anklage wegen eines Leichtigkeitsverbrechens und einvernehmliches Ausscheiden
- Jakob Vogl (1619–1645), Umgelter (= Steuereinnehmer) zu Mittersill, Landrichter zu St. Johann, Bergrichter in Mühlbach am Hochkönig, Land- und Bergrichter in Rauris
- Georg Egger (1629–1637), Landrichter zu St. Johann, 1637 in Arrest genommen
- Hans Wilhelm Teufl (1638–1656), Landrichter zu St. Johann, ab 1648 Gnadenpfenning († 1656)
- Johann Prochenberger (1643–1679), Gerichtsschreiber zu Glanegg, Land- und Bergrichter in Rauris, Land- und Marktrichter in St. Johann, Landrichter in Gastein, 1667 von Kaiser Leopold geadelt, Administrator der Herrschaft Traismauer und in St. Johann († 1682)
- Hanns Dietrich Röhsl von Kapsburg (1644–1650), Pfleg- und Bergrichter in Ytter, Land- und Marktrichter in St. Johann († 1654)
- Georg Theobald Rottmayr (1646–1703), Oberschreiber zu Ytter, zu Goldegg, Landrichter in St. Johann, Pflegsverwalter zu Goldegg und Richter in St. Veit, 1703 wird seine Bitte um Resignation angenommen, († 1709 im Alter von 90 Jahren)
- Christian Fresacher (1668–1687), Landrichter zu St. Johann, Braumeister zu Kaltenhausen, Mautner und Umgelter zu Werfen
- Marx Kirchleitner (1664–1684), Reitmeister-Adjunkt, Landrichter zu St. Johann, zu Gastein, Land- und Bergrichter in Rauris, Land- und Stadtrichter in Laufen, († 1687 in Laufen)
- Rudolf Engelmolhr von Aufkirchen (1660–1679), Hofgerichtsaccecist, Land- und Bergrichter zu Rauris, Stadtrichter zu Hallein, Landrichter in der Gastein, Landrichter zu St. Johann, 1679 wegen verschiedener Mängel in der Amtsführung seines Dienstes enthoben
- Karl Franz von Sbroiavacca (* 1650 in Salzburg), 1669 in Goldegg, Kriegsrat, wirklicher Hofrat, Pfleger zu St. Johann († 1684)
- Ferdinand Ernst Zeller, Freiherr von Leiberstorff (1685–1693), Pfleger zu St. Johann, zu Abtenau, zu Stauffeneck, Resignation 1693 († 1714 als Bürger von Uttendorf)
- Georg Aswald Mayr (1688–1717), Pflegskommissar zu St. Johann († 1729 im Alter von 88 Jahren)
- Christoph Bernhardt Rottmayr (* 1675 in Hopfgarten, 1704–1739), Oberschreiber zu Mittersill, Amtsschreiber zu St. Johann, Pflegsverwalter in St. Johann, Pflegskommissar in St. Johann und Ytter, († 1741)
- Franz Joachim von Baumgarten (Paumsgarten) (* 1691, 1729–1768, Pfleger in Lofer, in Ytter und zu St. Johann), († 1768)
- Johann Anton Sänftl (1759–1767)
- Johann Michael Pachmayr (1767–1769)
- Johann Jakob Kajetan von Waltenhofen (* 1717 in Saalfelden), 1768 Pfleger in St. Johann, († 1783)
- Franz von Agliardis (1784–1787), Pflegskommissär
- Franz Sebald Lieb von Liebenheim (1787–1811), Pflegskommissär und wirklicher Pfleger (ab 1804)
- Maximilian von Trauner (1811–1818), königlich bayerischer Landrichter
- Johann Wendelin Herweg (1818–1821), k.k. provisorischer Landgerichtsvorstand
- Anton Bachauer (1821–1831), k.k. Landgerichtsvorstand
- Ludwig Ritter von Hartmann (1831–1834), k.k. provisorischer Pfleger
- Karl Ritter von Kürsinger (1834–1836), k.k. provisorischer Pfleger
- Josef Gerhardt (1836–1843), k.k. provisorischer Pfleger, ab 1837 Pfleger
- Dr. Johann Pahsy (1843–1850), k.k. Pfleger

## Pfleggerichtsgebäude
Die Geschichte des Pfleggerichtsgebäudes lässt sich bis 1652 zurückverfolgen, vermutlich ist es aber noch älter. Der Krämer und Zuckerbäcker Peter Puel hatte es damals von der Salome Praschin gekauft. Da Puel in der Stadt Salzburg bessere Verdienstmöglichkeiten sah, zog er dorthin um und bot dem Erzbischof sein Haus in St. Johann zum Kauf an. Dieser hatte hier bereits einmal Quartier genommen.
Nach dem Kauf wurde das dreigeschoßige Gebäude adaptiert und ein Archiv darin eingerichtet, das Dach mit Lärchenschindel gedeckt und für die Fuhrleute ein eigener Stall geschaffen. Im Erdgeschoß waren die Amtsräume untergebracht. Darunter war auch eine Eisenniederlage für das unedle Metall aus dem Schmölzwerk Händl aus dem Gasteiner- und dem Großarltal. Im ersten Stock war neben verschiedenen Zimmern ein Getreidelager eingerichtet. Im zweiten Stock waren die hochfürstlichen Wohn- oder Durchreisezimmer für den Erzbischof Max Gandolf von Kuenburg, in denen er auf seiner Reise zur Kur nach Bad Gastein abstieg. Von diesen Zimmern ist der mit Kirschbaumholz möblierte Fürstensaal hervorzuheben. 1729 wurde am Dachboden ein Getreidekasten für das dienst getraid der Hochfürstlichen Berg- und Schmelzwerke in Großarl geschaffen.
1803 ging das Gebäude in den Besitz der Nachfolgeinstitutionen des Erzstifts über. Beim Marktbrand am 31. Mai 1855 brannte das Pfleggerichtsgebäude vollständig aus, wurde aber wieder als Sitz des Bezirksgerichtes hergestellt.